# رومر ويليس
رومر غلين ويليس (بالإنجليزية: Rumer Glenn Willis)‏ (ولدت في 16 أغسطس 1988) هي ممثلة أمريكية، البنت الكبرى لبروس ويليس وديمي مور.

## قائمة الأفلام
| Year | Title                         | Role                              | Notes                                            |
| ---- | ----------------------------- | --------------------------------- | ------------------------------------------------ |
| 1995 | Now and Then ‏                 | Angela Albertson                  | as Willa Glen                                    |
| 1996 | Striptease                    | Angela Grant                      | as Willa Glen                                    |
| 2000 | تسع ياردات كاملة (فيلم)       | Girl running between Jimmy and Oz |                                                  |
| 2005 | Hostage                       | Amanda Talley                     |                                                  |
| 2008 | Miss Guided                   | Shawna                            | TV series (1 episode)                            |
| 2008 | Army Wives                    | Renee Talbott                     | TV series (1 episode)                            |
| 2008 | From Within ‏                  | Natalie                           |                                                  |
| 2008 | ذي هاوس باني                  | Joanne                            |                                                  |
| 2008 | Streak                        | Drea                              |                                                  |
| 2008 | Whore                         | Smoking Girl                      |                                                  |
| 2008 | '                             | Mackendra Taylor                  | TV series (2 episodes)                           |
| 2009 | Medium                        | Bethany Simmons                   | TV series (1 episode)                            |
| 2009 | Wild Cherry ‏                  | Katlyn Chase                      |                                                  |
| 2009 | Sorority Row                  | Ellie                             |                                                  |
| 2009 | 90210                         | Gia                               | TV series (10 episodes)                          |
| 2009 | الحياة السرية لمراهقة أمريكية | Heather                           | TV series (1 episode: "Knocked Up, Who's There") |
| 2012 | مدمني العمل                   | Drug dealer                       | TV series (1 episode: "True Dromance")           |

## وصلات خارجية
- رومر ويليس على موقع IMDb (الإنجليزية)
- رومر ويليس على موقع ألو سيني (الفرنسية)
- رومر ويليس على موقع ميوزك برينز (الإنجليزية)
- رومر ويليس على موقع أول موفي (الإنجليزية)
- رومر ويليس على موقع قاعدة بيانات برودواي على الإنترنت (الإنجليزية)
- رومر ويليس على موقع قاعدة بيانات الأفلام السويدية (السويدية)
- رومر ويليس على موقع إن إن دي بي (الإنجليزية)
- رومر ويليس على موقع قاعدة بيانات الفيلم (الإنجليزية)
- رومر ويليس على موقع كينوبويسك (الروسية)

سي اس آي: نيويورك